# Marius Sala

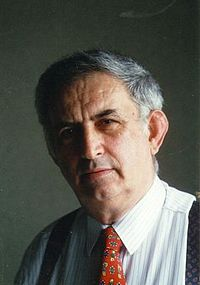
Marius Sala

Marius Sala (* 8. September 1932 in Vașcău; † 19. August 2018 in Bukarest) war ein rumänischer Linguist, Rumänist und Romanist.

## Leben und Werk
Sala besuchte von 1943 bis 1951 das Samuil-Vulcan-Gymnasium in Beiuș. Ab 1951 studierte er an der Universität Bukarest. Ab 1953 arbeitete er am Linguistischen Institut der Rumänischen Akademie. Dort wurde er 1955 Forscher und 1962 Hauptforscher. 1967 erwarb er den Doktortitel und leitete bis 1995 die Abteilung für romanische Sprachen, ab 1994 das Institut. Er war seit 2001 ordentliches Mitglied der Rumänischen Akademie. Sala war Korrespondierendes Mitglied mehrerer spanischsprachiger Universitäten und Gastprofessor an den Universitäten Málaga (1968, 1970, 1978, 1979), Heidelberg (1971), Madrid (1978, 1981) Mexiko-Stadt (1981), Köln (1984), Frankfurt am Main (1992–1993), Oviedo (1994) und Udine (2002). Er war Träger des rumänischen Treudienst-Ordens (Offizier, 2009).

## Werke

### Historische Phonetik
- Contribuții la fonetica istorică a limbii române, Bukarest 1970 (Dissertation)
  - (französisch) Contributions à la phonétique historique du roumain, Paris, 1976

### Judenspanisch
- Estudios sobre el judeo-español de Bucarest, Mexiko-Stadt 1970
- Phonétique et phonologie du judéo-espagnol de Bucarest, Den Haag 1971, Berlin/Boston 2017
- Le judéo-espagnol, Den Haag 1976

### Sprachkontakt
- El problema de las lenguas en contacto, Mexiko-Stadt 1988
  - (rumänisch) Limbi în contact, Bukarest 1997
  - (spanisch)Lenguas en contacto, Madrid 1998

### Romanische und rumänische Sprachgeschichte
- L'unité des langues romanes, Bukarest 1996
- De la latină la română, Bukarest 1998, 2006, 2012
  - französisch 1999; japanisch 2001; spanisch 2002; italienisch 2004; englisch 2005; neugriechisch 2008; mazedonisch 2012

### Weitere Werke
- Introducere în etimologia limbii române, Bukarest 1999, 2005
- Contemporanul lor, contemporanul lui, Bukarest 2002
- Aventurile unor cuvinte românești, Bukarest 2005
- Portrete, Suceava 2006
- 101 cuvinte moștenite, împrumutate și create, Bukarest 2010